# Голям тушканчик
Големите тушканчици (Allactaga major) са вид дребни бозайници от семейство Тушканчикови (Dipodidae).

## Разпространение
Видът е разпространен от лесостепната до полупустинната зона в Източна Европа, Казахстан и Западен Сибир.

## Описание
Това е най-едрият тушканчик с дължина на главата и тялото до 26 cm и маса над 300 g.